# Spillefilm
 Der er for få eller ingen kildehenvisninger i denne artikel, hvilket er et problem. Du kan hjælpe ved at angive troværdige kilder til de påstande, som fremføres i artiklen.

Spillefilm er betegnelsen for fiktionsfilm, der i vor tid typisk varer 80-120 minutter (men kan lejlighedsvis være længere) og ofte har premiere i biografen, skønt det primære spillefilmsmarked i dag er tv, hjemmevideo (vhs/dvd/Blu-ray) og streaming.
De tidligste film såsom Louis Lumières L'arroseur arrosé (1895) var kun et minut lange (svarende til længden af de tidligste filmruller), men man begyndte snart at fortælle længere historier på film, såsom Edwin S. Porters tolv minutter lange The Great Train Robbery (1903). Charles Taits The Story of the Kelly Gang (1906) varer 70 minutter og regnes for verdens første spillefilm. D.W. Griffiths The Birth of a Nation (1915), der findes i forskellige versioner, var den første film med en spilletid på over 100 minutter.
Mange film er baseret på virkelige hændelser, men falder ind under kategorien "spillefilm" snarere end dokumentar. Dette skyldes, at film baseret på virkelige hændelser ikke blot er optagelser af hændelsen, men hyrede skuespillere, der portrætterer en justeret, ofte mere dramatisk, genfortælling af hændelsen (såsom f.eks. 21 by Robert Luketic).